# Thomas Hanbury

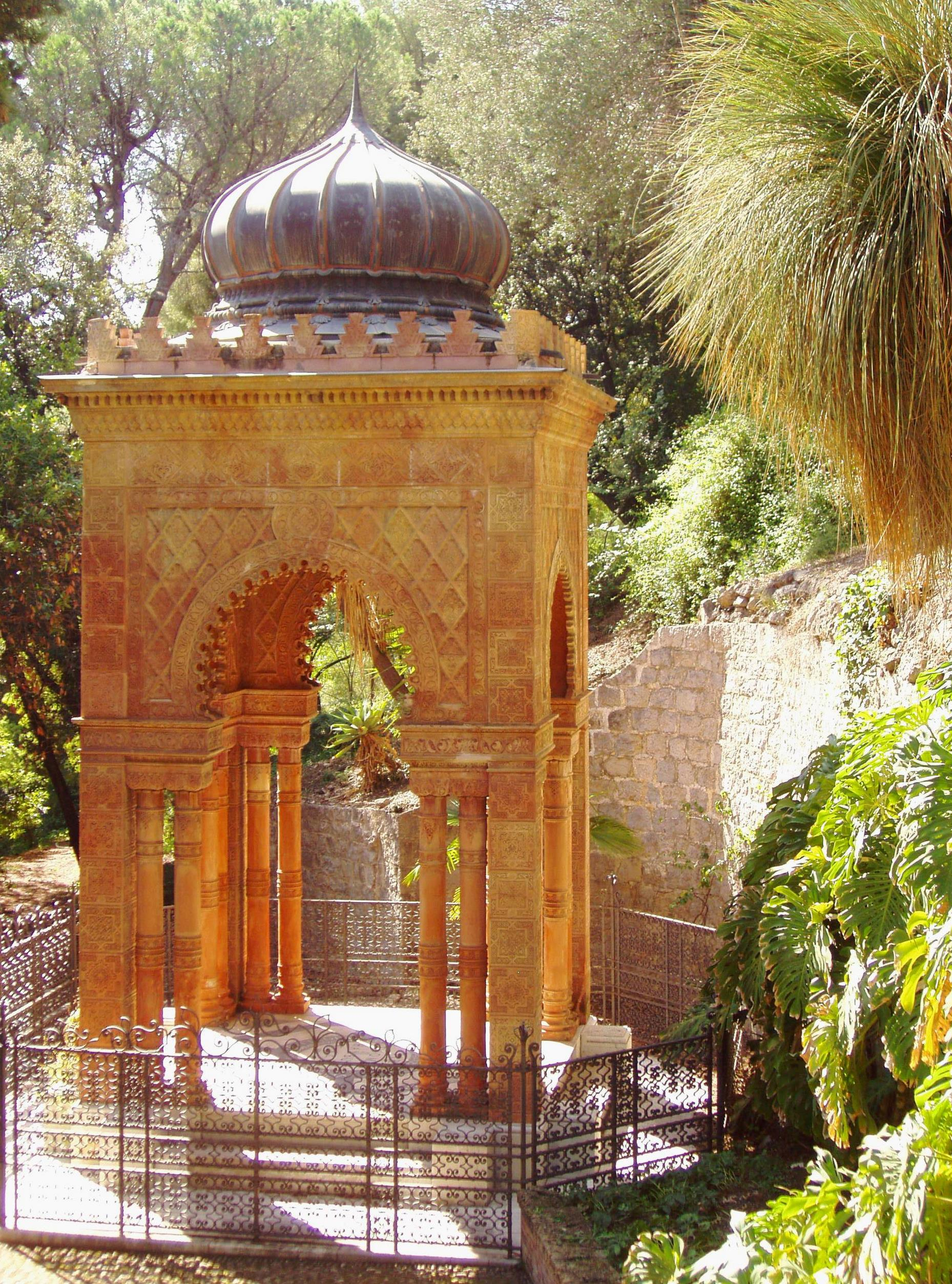
Tomba degli Hanbury

Sir Thomas Hanbury (Londra, 21 giugno 1832 – La Mortola, 9 marzo 1907) è stato un filantropo britannico, uomo d'affari in Cina, fondatore dei famosi Giardini eponimi.

## Biografia
Thomas Hanbury nacque nel 1832 in Bedford Road a Clapham, nell'area metropolitana di Londra; figlio di un chimico farmaceutico, Daniel Bell Hanbury (1794-1882) e sua moglie Rachel Christy (1802–1876). Suo fratello maggiore fu il botanico e farmacognosta Daniel Hanbury (1825-1875). La famiglia di Thomas apparteneva al movimento dei quaccheri fin dalle sue origini; frequentò prevalentemente scuole di ispirazione quacchera e rimase un 'Amico' per tutta la vita.

### Cina
Dal 1849 lavorò per gli intermediari del tè, William James Thompson & Sons a Mincing Lane, di Londra. Nel 1853 si recò a Shanghai, dove, con tre partner e con il sostegno finanziario di suo zio, avviò la Hanbury & Co., azienda importatrice in Inghilterra di seta e tè. Nel 1857, insieme a Frederick Bower, iniziò anche l'importazione di cotone.
Hanbury divenne ricchissimo ed è stato il più grande detentore di proprietà a Shanghai.
I residenti europei di Shanghai vivevano in insediamenti autonomi o in concessioni al di fuori delle mura della città, in isolamento fisico e sociale da parte della popolazione locale, per evitare ai residenti stranieri problemi causati da continue rivolte, frequenti nel XIX secolo in Cina (Rivolta dei Taiping, rivolta Miao, Rivolta Nian). Hanbury imparò il cinese mandarino, viaggiò all'interno del paese, e fu rispettato dalla popolazione locale.
Hanbury era un membro anglo-americano della Concessione internazionale di Shanghai e contribuì alla creazione di un ospedale nella concessione.
Fu direttore della prima linea ferroviaria costruita in Cina, la breve tratta Woosung Railway. Il primo messaggio telegrafico da Shanghai a Hong Kong è stato inviato dal suo ufficio nella concessione.

## La Mortola

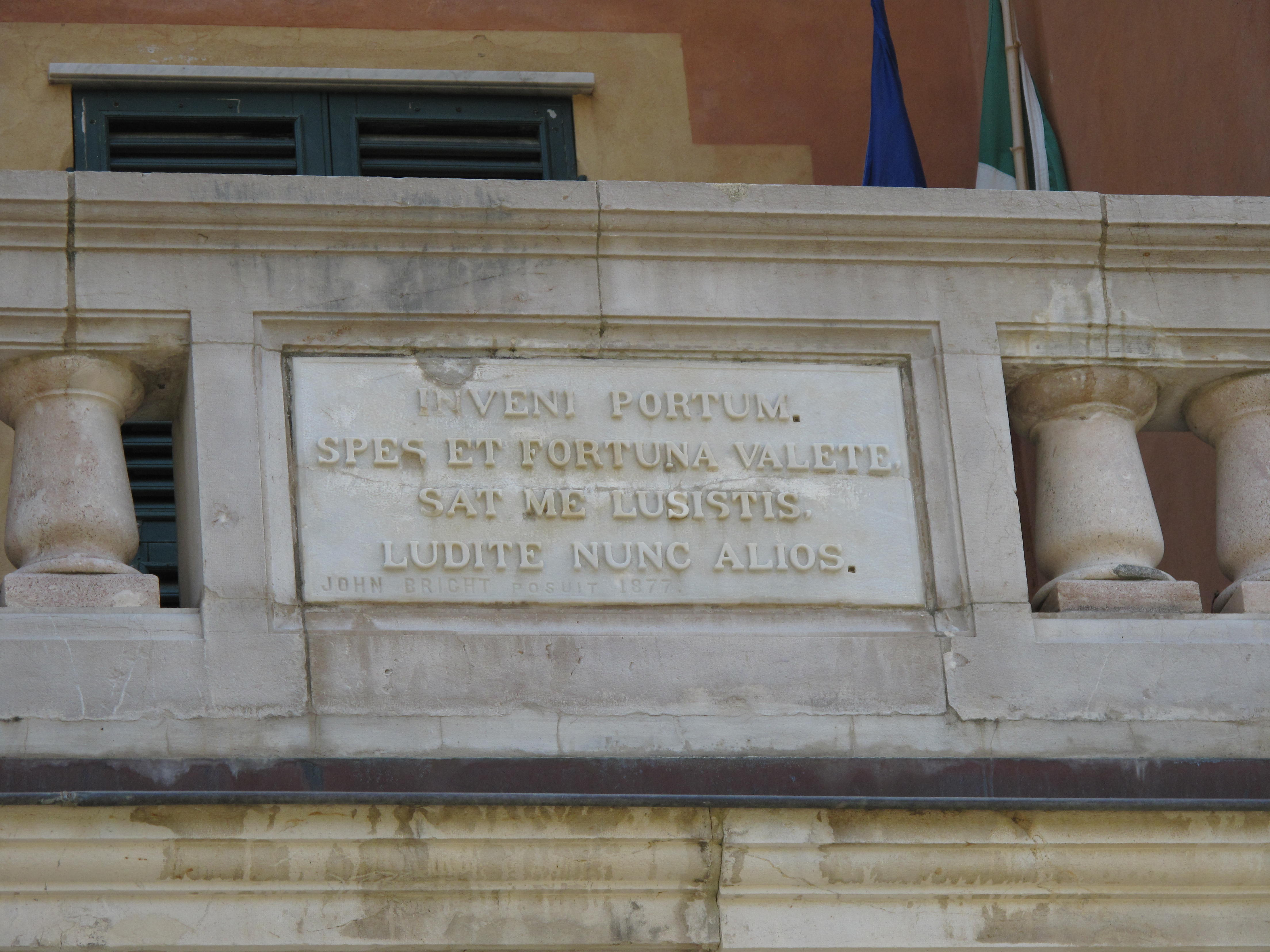
L'iscrizione Inveni portum ai Giardini Hanbury

Hanbury visitò l'Europa tra il 1866 e il 1869: nel 1867, mentre era in Costa Azzurra, vide e acquistò la villa abbandonata della famiglia Orengo di Roccasterone a Capo Mortola, in territorio italiano.
Nel 1868 sposò Katharine Aldham Pease (1842–1920), una donna inglese della zona di Bristol. Insieme visitarono la Cina nel 1869, dove Hanbury organizzò la chiusura dei suoi affari e ritornò a La Mortola nel 1871 per stabilirsi definitivamente.
I lavori di restauro di villa Orengo e dei suoi giardini iniziarono verso il 1867. Il fratello Daniel si occupò in modo particolarmente attivo dei giardini insieme all'architetto del paesaggio Ludwig Winter facendone aumentare la superficie fino a occupare 18 ettari dei 45 della tenuta. I signori Hanbury ebbero quattro figli: Cecil, Horace, Daniel e Hilda. Quest'ultima visse in Italia e Inghilterra, divenendo una nota figura nel campo dell'assistenza medica volontaria e nella politica. La villa fu ereditata dal figlio maggiore Cecil che continuò ad arricchirne il giardino installandovisi con la moglie Dorothy.

## Gli investimenti nel turismo
A partire dagli anni Settanta dell'Ottocento, Thomas Hanbury acquistò grandi appezzamenti di terreno nella città di Alassio, nella porzione di collina a monte della ferrovia recentemente inaugurata, lasciando poi al figlio Daniel la gestione degli affari nella cittadina ligure.
Daniel Hanbury acquisterà successivamente, nel 1922, Villa della Pergola, anche grazie alle parole dello scrittore William Scott che nel suo libro "The Riviera" descriveva i Giardini di Villa della Pergola così: “Un degno rivale dei giardini di Sir Thomas Hanbury a La Mortola è lo splendido parco di Villa della Pergola, appartenente a Sir Walter Hamilton Dalrymple, qui un genuino amore per la natura, unito ad una intima conoscenza del giardinaggio e ad un bilancio generoso hanno prodotto una delle meraviglie della Riviera”.
Qui iniziò un'opera di sistematico arricchimento delle collezioni di piante presenti nel Parco della Villa, facendo trasportare dal giardino di Ventimiglia magnifici esemplari di palme washingtonie, dactilifere, canariensis e azzurre, oltre alle cicas messicane, una collezione di cactacee, agavi e aloe.
Gli investimenti immobiliari e fondiari della famiglia Hanbury contribuirono alla trasformazione della città in una rinomata stazione climatica invernale.